# آخوندک آراسته آماسیده‌سر
آخوندک آراسته آماسیده‌سر (نام علمی: Compsomantis tumidiceps) نام یک گونه از سرده آخوندک‌های آراسته است.